# Bertil Ingvaldsson
Georg Bertil Ingvaldsson, född 22 oktober 1907 i Kvillinge församling, Östergötlands län, död 20 oktober 1985 i Kvillinge församling, Östergötlands län, var en svensk tonsättare och riksspelman.

## Biografi
Bertil Ingvaldsson föddes 22 oktober 1907 i Kvillinge socken. Han var son till Harald Agaton Ingvaldsson och Hulda Charlotta Jonsson. Han var även bror till riksspelmannen Alvar Ingvaldsson. Ingvaldsson började spela fiol när han var 17 år. Han har deltagit på spelmansstämmor och tävlingar i Östergötland. Ingvaldsson arbetade som textilarbetare. Han blev 1949 på Zornmärkesuppspelningen utnämnd till riksspelman. Ingvaldsson avled 20 oktober 1985 i Kvillinge socken.

## Verklista
Dessa låtar upptecknades 1930 av spelmannen Olof Andersson.
- Polska Minne från Glottern i Bb-dur, komponerad 1927 av Bertil Ingvaldsson. Glottern är en sjö som låg nära Åby.
- Gånglåt i G-dur, komponerad 1930 av Bertil Ingvaldsson till farmors 80-års dag.
- Vals i Bb-dur, komponerad 1926 av Bertil Ingvaldsson.